# شیون شیمونوویتس
شیمون شیمونوویتس (ارمنی: Շիմոն Շիմոնովիչ; انگلیسی: Szymon Szymonowic; ۲۴ اکتبر ۱۵۵۸ – ۵ مهٔ ۱۶۲۹) شاعر، پدیدآور، و نویسنده دورهٔ رنسانس ارمنی‌تبار اهل لهستان بود. وی به عنوان پیندار لهستانی شناخته می‌شود.

## زندگی‌نامه
وی در ۲۴ اکتبر ۱۵۵۸ در لووف به دنیا آمد و در زادگاهش، کراکوف، فرانسه و بلژیک تحصیل نمود. شیمونوویتس در سال 1590 به مرتبهٔ شلختایی برگزیده شد. وی در ۵ مهٔ ۱۶۲۹ در سن ۷۰ سالگی در چرنگنچین گووونه درگذشت.